# Rafael Maneja i Casades
Rafael Maneja i Casades (Barcelona, 1841 - Tarragona, novembre de 1918) fou un director i compositor català. Fou oncle del compositor Antoni Ribera i Maneja.

## Biografia
El 1866 oposità sense èxit per la plaça de mestre de capella de la Catedral de Santa Maria de Burgos, però el 3 d'agost de 1868 va obtenir el magisteri de la Catedral de Zamora. El 1870 va guanyar la plaça de mestre de capella de la Catedral de València, on romangué sis anys. Després de la mort del mestre de capella de la Catedral de Tarragona, Bonaventura Bruguera i Codina, Maneja aconseguí la plaça de mestre de capella d'aquesta catedral, on regí el magisteri fins a la seva mort.
Es té constància, però, que sent mestre de capella de la Catedral de Tarragona intentà sense èxit tornar a la Catedral de València, sent J. B. Pastor qui aconseguia la plaça.
Es conserven obres seves als fons musicals de les catedrals de Sogorb i València; tanmateix, la major part del seu repertori compositiu es localitza al fons musical TarC (Fons Musical de la Catedral de Tarragona).